# PK – Andere Sterne, Andere Sitten
PK (auch Pee Kay; übersetzt beschwipst) ist ein indisches Komödien-Filmdrama von Rajkumar Hirani aus dem Jahr 2014. Der Film ist von Hirani, Vidhu Vinod Chopra und Siddharth Roy Kapur produziert worden und das Drehbuch stammt von Hirani und Abhijat Joshi. Aamir Khan ist als Alien in der Hauptrolle zu sehen und neben ihm spielen Anushka Sharma, Boman Irani und Sanjay Dutt in Nebenrollen. Seit dem 17. Juli 2015 ist PK in deutscher Synchronfassung von Rapid Eye Movies auf DVD und Blu-Ray auf dem Markt.

## Handlung
PK ist ein Alien, der auf der Erde gestrandet ist. Kaum ist er auf der Erde, wird ihm sein Amulett, das als Fernbedienung für sein Raumschiff dient, gestohlen. Ohne Kleidung macht er sich auf die Suche nach seinem Amulett. Er merkt, dass er Kleidung braucht und stiehlt sich welche. Zudem bemerkt er, dass er Geld braucht, um sich Essen zu kaufen. Er verständigt sich mit Mimik und Gestik. Die Sprache lernt er, indem er die Hand von Menschen hält. Nach einem kurzen Aufenthalt im Dorf ist er kein Unbekannter mehr. Man nennt ihn PK, weil alle denken, dass er betrunken ist. PK freundet sich mit dem Musiker Bhairon Singh an, der ihm dabei behilflich ist, sich an die Umstände auf der Erde anzupassen. Bhairon nimmt an, dass sich PK nach einer Frau sehnt und nimmt ihn deshalb mit ins Bordell. Dort hält er sechs Stunden lang die Hand einer Frau und ist nun in der Lage sich zu verständigen.
PK erzählt Bhairon, dass ihm sein Amulett gestohlen wurde. Bhairon rät ihm in Delhi zu suchen, aber in Delhi wird PK nur von wenig mitfühlenden Polizisten weggejagt. Leute sagen ihm, dass Gott weiß, wo sein Amulett ist. Gott suchend, geht PK jetzt zu Tempeln, Kirchen und Moscheen, aber er ist äußerst verwirrt, weil jeder verschiedene Weisen hat zu beten und verschiedene Regeln. PK kann Gott nicht finden und fängt an, Flyer auszuteilen, wo er die göttlichen Unterschiede erfragt. Und so trifft er auf die Fernsehreporterin Jagat „Jaggu“ Janani, die ihn davor bewahrt hat, in einem Tempel verprügelt zu werden. Jaggu ist erschüttert zu hören, dass PKs Amulett jetzt im Besitz von ihrem Familienlehrer Sadhu Tapasvis ist. PK möchte durch das Verwenden seiner einfachen und klaren Fragen sein Amulett zurückbekommen. Mit dem Konzept von PK 'falsche Nummer' zum göttlichen gegen unechte Gott-Männer, überzeugt Jaggu ihren Kanalleiter Cherry eine Show zu produzieren, in der PK gegen Tapasvi antritt.
PK hat sich inzwischen in Jaggu verliebt, aber kann es ihr nicht sagen. Ihr pakistanischer Freund Sarfaraz, den sie in Belgien getroffen hat, hat sie vor dem Altar stehen lassen. Inzwischen fängt Bhairon den Dieb, der PKs Amulett gestohlen hat und bringt ihn nach Delhi, aber beide sterben während eines Bombenanschlags. Die Nachricht erschüttert PK. Später in der TV-Show fordert Tapasvi PK heraus, die wahre Geschichte über Sarfaraz, zu erzählen, damit er sein Amulett zurückbekommt. Er hatte Jaggu vorhergesagt, dass Sarfaraz sie betrügen würde. PK offenbart, wie ein falscher Brief und nicht religiöse Unterschiede Sarfaraz und Jaggu getrennt haben. Während der TV-Show ruft Cherry die pakistanische Botschaft an und Jaggu und Sarfaraz versöhnen sich. PK gewinnt sein Amulett und wird von Jaggu zur Wüste geführt, wo er gelandet ist. Als er abreist, bemerkt sie, dass er sie liebt. PK reist zu seinem Planeten und sie schreibt später ein Buch über PK. Sie schreibt, wie sehr sie ihn vermisst und wie er ihr zwei große Geschenke gemacht hat – die Liebe ihres Vaters und Sarfaraz. PK kehrt ein Jahr später zurück zur Erde mit einer neuen Forschungsmannschaft.

## Hintergrund
Der Film ist eine Satire über „God and godmen“, also „Gott und Gott-Männer“. PK kam am 19. Dezember 2014 in die Kinos und ist der erfolgreichste Bollywoodfilm aller Zeiten. Er löste die Filme 3 Idiots, Chennai Express, Dhoom: 3 und Happy New Year – Herzensdiebe mit einem großen Vorsprung ab.
Obwohl der Film am Anfang klar darauf hinweist, dass er keine Religionen angreifen bzw. kritisieren möchte, gab es Auseinandersetzungen, da PK angeblich die hinduistische Religion ins Lächerliche ziehen würde.
Gewaltbereite Hindus protestierten in vielen Städten und zerstörten Kinos, die den Film abspielten. Der muslimische Hauptdarsteller Aamir Khan wurde angegriffen und äußerte sich anschließend dazu, dass er alle Glaubensrichtungen akzeptiere.
Aufforderungen, den Film zu zensieren und zu verbannen, wurden abgelehnt.

## Musik
| # | Titel                   | Sänger                     | Länge |
| - | ----------------------- | -------------------------- | ----- |
| 1 | Tharki Chokro           | Swaroop Khan               | 04:55 |
| 2 | Love is a Waste of Time | Sonu Nigam, Shreya Ghoshal | 04:30 |
| 3 | Nanga Punga Dost        | Shreya Ghoshal             | 04:46 |
| 4 | Chaar Kadam             | Shaan, Shreya Ghoshal      | 04:20 |
| 5 | Bhagwan Hai Kahan Re Tu | Sonu Nigam                 | 05:12 |
| 6 | Dil Darbadar            | Ankit Tiwari               | 05:31 |
| 7 | PK Dance Theme          | Instrumental               | 02:23 |

## Synchronisation
Anlässlich der DVD-Veröffentlichung am 17. Juli 2015 des Filmlabels Rapid Eye Movies wurde die deutsche Synchronfassung von der Synchronfirma Berliner Synchron angefertigt. Verantwortlich für das Dialogbuch war Lioba Schmid, Dialogregie führte Rainer Martens. Da Philipp Brammer, der Stammsprecher von Aamir Khan, verstorben war, wurde erstmals Jaron Löwenberg für den Bollywoodstar eingesetzt.
| Darsteller           | Rolle                | Synchronsprecher |
| -------------------- | -------------------- | ---------------- |
| Aamir Khan           | P.K.                 | Jaron Löwenberg  |
| Anushka Sharma       | Jaggu                | Rubina Nath      |
| Sushant Singh Rajput | Sarfraz              | Ricardo Richter  |
| Sanjay Dutt          | Bhairon Singh        | Ronald Nitschke  |
| Boman Irani          | Cherry Bajwa         | Erich Räuker     |
| Saurabh Shukla       | Guru Tapasvi Maharaj | Lutz Schnell     |
| Parikshat Sahni      | Jaggus Vater         | Victor Deiß      |
| Maanvi Gagroo        | Mitu                 | Nadine Zaddam    |
| Reema Debnath        | Puljaria             | Cornelia Waibel  |

## Kritik
„[…]Das Publikum pilgerte denn auch ins Kino: ‚PK‘ avancierte mit grossem Abstand zum erfolgreichsten Bollywood-Film aller Zeiten mit einem weltweiten Einspielergebnis von über 100 Mio. Dollar. Nicht nur das Thema und Iranis gefühlvoll humorige Inszenierung haben daran ihren Anteil, sondern vor allem auch Aamir Khan. Er ist und bleibt ein Kassenmagnet (nahezu alle erfolgreichsten Filme der letzten Jahre hatten ihn als Star) und er gibt stets alles. Hier ist er mit seinem kindlich-naiven Spiel inklusive weit aufgerissenen Augen anfänglich etwas gewöhnungsbedürftig. Doch er geht in dieser Rolle voll auf und am Ende leidet man mit ihm und amüsiert sich über ihn. Ja er beweist sogar einmal mehr Selbstironie, etwa wenn er gefragt wird ‚haben auf deinem Planeten alle solch abstehende Ohren?‘ […]“